# IVC 7
IVC 7 - The New Champions foi o sétimo evento do International Vale Tudo Championship. Juntamente com o IVC 6 - The Challenge foi um dos eventos duplos realizados no dia 23 de Agosto de 1998, em São Paulo. Enquanto o IVC 6 - The Challenge contou com lutas especiais, o IVC 7 contou com lutas válidas pelo torneio.